# Duty
Duty é o terceiro álbum de estúdio da cantora japonesa Ayumi Hamasaki, lançado 27 de setembro de 2000 pela Avex Trax, foi lançado no mesmo dia que seu single "Surreal" e o DVD Concert Tour 2000 Vol.1, ambos alcançando o 1º na Oricon tornando-se a primeira artista a alcançar esse feito nas três paradas (álbum, single, e DVD) na mesma semana. 
Duty apresenta uma sonoridade musical muito diferente da dance-pop apresentada no seu álbum lançado anteriormente Loveppears, com estilo mais influênciado pelo rock e músicas com letras e sonoridade mais obscura. 

## Singles & temas
"vogue" foi o primeiro single do álbum que foi lançado e o primeiro também da Trilogia Hamasaki seguido de "Far away" e "Seasons", foi usado com tema dos comerciais "Kose Visee" e da novela "Tenki Yohou no Koibito". O segundo single "Far away" foi usado com tema nos comerciais de celulares "KDDI TU-KA". O terceiro single foi "Seasons" usado com tema da novela "Tenkiyohō não Koibito", também foi usado com parte da trilha sonora do jogo "Daigasso! Band Brothers" e também foi usado como trilha sonora de um jogo produzido pela Avex chamado "Kokoro no Kakera". O quarto single "Surreal" foi usado com tema do comercial da the Takanoyuri Beauty Clinic "Koisuru Shirohada". O quinto single "Audience" foi apresentada no DVD ParaPara Paradise: J-EURO PARAPARA.

## Faixas
Todas as faixas escritas e compostas por Ayumi Hamasaki. 
| CD             |                            |                        |         |  |
| N.º            | Título                     | Música                 | Duração |  |
| 1.             | "Starting over"            | Ken Harada             | 1:36    |  |
| 2.             | "Duty"                     | Ken Harada             | 5:14    |  |
| 3.             | "Vogue"                    | Kazuhito Kikuchi       | 4:27    |  |
| 4.             | "End of the World"         | Yasuhiko Hishino       | 4:40    |  |
| 5.             | "Scar"                     | Kunio Tago             | 4:17    |  |
| 6.             | "Far away"                 | Kazuhito Kikuchi & DAI | 5:33    |  |
| 7.             | "Surreal"                  | Kazuhito Kikuchi       | 4:42    |  |
| 8.             | "Audience"                 | DAI                    | 4:06    |  |
| 9.             | "Seasons"                  | DAI                    | 4:24    |  |
| 10.            | "Teddy Bear"               | DAI                    | 4:17    |  |
| 11.            | "Key ～eternal tie ver.～" | Kunio Tago             | 3:20    |  |
| 12.            | "Girlish"                  | Yasuhiko Hoshino       | 4:47    |  |
| Duração total: | Duração total:             | Duração total:         | 51:33   |  |